# Oreochromis schwebischi
Espèce
Statut de conservation UICN

 LC  : Préoccupation mineure
Oreochromis schwebischi est une espèce de poissons d'eau douce de la famille des Cichlidae (ordre des Cichliformes). Cette espèce fait partie des nombreuses espèces regroupées sous le nom de Tilapia.

## Répartition
Ce poisson se rencontre en Angola, au Cameroun, au Gabon, en République du Congo et en république démocratique du Congo. Il se rencontre dans les bassins des fleuves suivants : Congo, Kouilou-Niari, Kwanza, Nyanga, Ogooué et Shiloango. Sa présence en Gambie, au Sénégal et en Guinée est douteuse et doit être confirmée.

## Description
Oreochromis schwebischi peut mesurer jusqu'à 300 mm, queue non comprise.

## Classification
Le nom valide complet (avec auteur) de ce taxon est Oreochromis schwebischi (Sauvage, 1884).
L'espèce a été initialement classée dans le genre Hemichromis sous le protonyme Hemichromis schwebischi Sauvage, 1884,.
Au Gabon, ce poisson porte le nom vernaculaire français de « Carpe »,.
Oreochromis schwebischi a pour synonymes :
- Hemichromis schwebischi Sauvage, 1884
- Paratilapia schwebischi (Sauvage, 1884)
- Tilapia flavomarginata Boulenger, 1899
- Tilapia schwebischi (Sauvage, 1884)

### Étymologie
Son épithète spécifique, schwebischi, lui a été donnée en l'honneur du physicien Paul-Victor Schwebisch, assistant médical durant l'expédition où a été collecté l'holotype.

### Publication originale
- H.-E. Sauvage, « Note sur des poissons de Franceville, Haut Ogooué », Bulletin de la Société zoologique de France, Paris, Société zoologique de France, vol. 9, nos 3-4,‎ 8 octobre 1884, p. 193-198 (ISSN 0037-962X et 2540-329X, OCLC 1715809, lire en ligne).